# قانون الاحتيال والانتهاك الحاسوبي
قانون الاحتيال والانتهاك الحاسوبي (بالإنجليزية: Computer Fraud and Abuse Act، واختصارًا: CFAA) هو مشروع قانون أمريكي متعلّق بالأمن الحاسوبي، اعتُمد كتعديل لقانون الانتهاك الحاسوبي في عام 1986 (18 يو. إس. سي. 1030) الذي كان متضمناً قانون مكافحة الجريمة الشامل لعام 1984. يحظر هذا القانون الولوج إلى جهاز كمبيوتر دون تصريح بالولوج أو مع تجاوز التصريح بالولوج. اعتُبرت الجرائم الحاسوبية كجزء من الاحتيال عبر البريد والاتصالات السلكية قبيل صدور القوانين الجنائية الحاسوبية، إلا أن هذا التطبيق القانوني لم يكن كافياً.
سُنّ مشروع القانون الأصلي لعام 1984 تجاوباً مع القلق من إفلات الجرائم الحاسوبية من العقاب. تحدّث تقرير مجلس النواب المتعلّق بمشروع قانون الجرائم الحاسوبية الأصلي عن فيلم الإثارة التقنية لعام 1983 «مناورات». تدور أحداث الفيلم حول قصّة شاب مراهق (يلعب دوره ماثيو برودريك) من مدينة سياتل، إذ يخترق الشاب كمبيوتراً عسكرياً خارقاً مبرمجاً للتنبؤ بالنتائج المحتملة للحرب النووية ليشعل الحرب العالمية الثالثة دون قصد. وصف التقرير الفيلم على أنه «تمثيل واقعي لقدرة الكمبيوتر الشخصي على الاتصال والوصول التلقائي».        
صيغ قانون الاحتيال والانتهاك الحاسوبي بهدف توسيع نطاق قانون الضرر ليشمل الممتلكات غير المادّية، إلا أنه حدّ نظرياً من السلطة القضائية الاتحادية على القضايا «ذات المصالح الملحّة اتحادياً، أي عندما تتعلّق الجريمة بأجهزة الكمبيوتر التابعة للحكومة الفدرالية أو بعض المؤسسات المالية المعنية، أو عندما تكون الجريمة ذات طبيعة مشتركة فيما بين الولايات»، لكنّه شمل بتعاريفه الواسعة قانون العقود. جرّم قانون الاحتيال والانتهاك الحاسوبي العديد من الأفعال الحاسوبية، إلى جانب تعديله لعدد من الأحكام الواردة في المادة الأصلية رقم 1030. تطرّقت الأحكام إلى نشر الأكواد الخبيثة وهجمات الحرمان من الخدمات. أدرج الكونغرس في قانون الاحتيال والانتهاك الحاسوبي بنداً مجرّماً للإتجار بكلمات المرور والمعلومات المماثلة.
عُدّل القانون عدّة مرّات منذئذ وذلك في عام 1989، و1994، و1996، وعُدّل في عام 2001 بموجب قانون باتريوت «قانون الوطنية»، وفي عام 2002، وفي عام 2008 بموجب قانون إنفاذ واستعادة الهوية الشخصية. وُسّع نطاق السلوكيات التي يشملها هذا القانون مع كلّ تعديل له.
اقترح باراك أوباما توسيع نطاق قانون الاحتيال والانتهاك الحاسوبي وقانون المنظّمات الفاسدة والواقعة تحت نفوذ المبتزّين (RICO) في يناير من عام 2015، وذلك من خلال مقترحه «تحديث سلطات إنفاذ القانون لمكافحة الجرائم الإلكترونية». أعلن كل من منظّم مؤتمر «ديف كون» للقراصنة، والباحث في «كلاود فلير» مارك روجرز والسيناتور رون ويدن والعضو في مجلس النواب الأمريكي زوي وفغرين عن معارضتهم للأمر، متذرّعين بأنه سيجرّم العديد من أنشطة الإنترنت العادية وسينأى عمّا يحاولون إنجازه بواسطة قانون آرون.

## الحواسيب المحمية
يتناول قانون الاحتيال والانتهاك الحاسوبي نظرياً نوعاً واحداً من الحواسيب، ألا وهو «الحواسيب المحمية». تُعرّف هذه الحواسيب في القسم 18 من قانون الولايات المتّحدة 1030 (إي) (2) على أنها حواسيب:
- مستخدمة حصرياً من قبل المؤسسة المالية أو حكومة الولايات المتّحدة أو أي كمبيوتر، عندما يؤثّر السلوك الإجرامي على استخدام الكمبيوتر من قبل أو لصالح المؤسسة المالية أو الحكومة.
- مستخدمة أو مؤثّرة في التجارة أو التواصل فيما بين الولايات أو التجارة الخارجية، بما في ذلك الحواسيب الموجودة خارج الولايات المتّحدة والمستخدمة بأسلوب يؤثّر على التجارة والتواصل فيما بين الولايات أو التجارة الخارجية في الولايات المتّحدة.

في الواقع العملي، تخضع جميع الحواسيب العادية للسلطة القضائية القانونية بما في ذلك الهواتف المحمولة، نظراً إلى طبيعة معظم الاتصالات عبر الإنترنت المشتركة فيما بين الولايات.

## الجرائم الجنائية بموجب القانون
(أ‌)  كلّ من
(1)  ولجَ متعمّداً إلى جهاز كمبيوتر دون تصريح بالولوج أو متجاوزاً التصريح بالولوج، ومن حصل من خلال هذا السلوك على معلومات أقرّتها حكومة الولايات المتّحدة استناداً على أمر تنفيذي أو تشريعي على أنها معلومات مستلزمة للحماية من الكشف غير المصرّح به لأسباب متعلّقة بالدفاع الوطني أو العلاقات الخارجية، أو أيّ بيانات محظورة بحسب التعريف الوارد في الفقرة ذ. من المادّة 11 لقانون الطاقة الذرية لعام 1954، وذلك مع وجود مبرر للاعتقاد بأن هذه المعلومات المتحصّل عليها بهذا الشكل يمكن استخدامها بهدف أذيّة الولايات المتحدّة أو لصالح أي دولة أجنبية تتعمّد نشر أو توصيل أو نقل هذه المعلومات، أو تتسبّب في نشر أو توصيل أو نقل هذه المعلومات، أو تحاول نشر أو توصيل أو نقل هذه المعلومات، أو تكون سبباً في نشر أو توصيل أو نقل هذه المعلومات لأيّ شخص لا يحقّ له استلامها، أو تحتفظ بها لنفسها عمداً وتفشل في تسليمها إلى مسؤول أو موظّف في الولايات المتّحدة ممّن يحقّ لهم استلامها.
(2)  ولجَ متعمّداً إلى جهاز كمبيوتر دون تصريح بالولوج أو متجاوزاً التصريح بالولوج، ليحصل بالتالي على:(أ‌)  معلومات واردة في السّجل المالي لمؤسسة مالية أو الهيئات المُصدرة للبطاقات حسب التعريف الوارد في القسم 1602 (ن) من الباب 15، أو واردة في ملف مستهلكٍ تابعٍ لمكتب التّسليف حسب تعريف المصطلحات الوارد في قانون الاستعلامات الائتمانية المُنصف (15 يو. إس. سي. 1681 وما يليه).

(ب‌)                     معلومات تابعة لأي دائرة أو وكالة في الولايات المتّحدة.

(ت‌)                     معلومات موجودة على أي كمبيوتر محمي.
(3)  ولجَ متعمّداً إلى جهاز كمبيوتر تابع للجهات غير العامة في إحدى الدائرات أو الوكالات في الولايات المتّحدة دون تصريح بالولوج، أي الولوج إلى جهاز كمبيوتر تابع لأي دائرة أو وكالة ومُخصّص حصرياً للاستخدام الحكومي في الولايات المتّحدة، أو الولوج إلى جهاز كمبيوتر غير مخصّص حصرياً لهذا الاستخدام لكنّه مستخدم من قبل أو من أجل حكومة الولايات المتّحدة إن أثّر هذا السلوك على هذا الاستخدام من قبل أو من أجل حكومة الولايات المتّحدة.
(4)  ولجَ متعمّداً وبهدف الاحتيال إلى جهاز كمبيوتر محمي دون تصريح بالولوج أو متجاوزاً التصريح بالولوج، ومن عزّز من خلال هذا السلوك الاحتيال المتعمّد وحصل على أي شيء قيّم، إلا إن كان الهدف من الاحتيال والمعلومات المتحصّل عليها استخدام الكمبيوتر وحسب، على ألا تزيد قيمة هذا الاستخدام عن 5,000 دولار في العام الواحد.
(5)(أ‌) التسبّب المتعمّد في نقل برنامج أو معلومات أو رمز أو أمر، والتسبّب المتعمّد من خلال هذا السلوك بإلحاق الأذيّة دون الحصول على تصريح للولوج إلى كمبيوتر محمي.
(ب‌)  الولوج المتعمّد إلى جهاز كمبيوتر محمي دون تصريح بالولوج، والتسبّب من خلال هذا السلوك بأضرار طائشة.

(ت‌)  الولوج المتعمّد إلى جهاز كمبيوتر محمي دون تصريح بالولوج، والتسبّب من خلال هذا السلوك بأضرار وخسائر.(6)  الاحتيال بالإتجار المتعمّد والمتقصّد (حسب التعريف الوارد في القسم 1029) بأي كلمة مرور أو معلومات مماثلة تتسبّب بالولوج إلى جهاز كمبيوتر دون تصريح بالولوج، إن:(أ‌)  أثّر هذا الإتجار على التجارة فيما بين الولايات أو التجارة الخارجية.
(ب‌) استُخدم هذا الكمبيوتر من قبل حكومة الولايات المتّحدة أو لصالحها.

(7)  الابتزاز المتعمّد لأي أموال أو أشياء أخرى قيّمة من أي شخص، والنقل من خلال التجارة بين الولايات أو التجارة الخارجية أموراً تحتوي على:
(أ‌)  تهديد بالتسبّب بإلحاق الأذيّة بأي جهاز كمبيوتر محمي.
(ب‌) تهديد بالحصول على معلومات من جهاز كمبيوتر محمي دون تصريح بالولوج أو مع تجاوز التصريح بالولوج، أو الإضرار بسرّية المعلومات المتحصّل عليها من جهاز كمبيوتر محمي دون تصريح بالولوج أو مع تجاوز التصريح بالولوج.

(ت‌) الالتماس أو المطالبة بالمال أو شيء آخر قيّم مقابل عدم إلحاق الأذية بأي جهاز كمبيوتر محمي، حيث تُستخدم هذه الأذية لتسهيل الابتزاز.

## وصلات خارجية
- نص القانون (بالإنجليزية)